# Скало Феровијарио (Кампобасо)
Скало Феровијарио је насеље у Италији у округу Кампобасо, региону Молизе.
Према процени из 2011. у насељу је живело 262 становника. Насеље се налази на надморској висини од 18 м.